# Serhi Cherniavsky
Serhi Volodymyrovych Cherniavsky –en ucraniano, Сергій Володимирович Чернявський– (Donetsk, URSS, 2 de abril de 1976) es un deportista ucraniano que compitió en ciclismo en la modalidad de pista, especialista en la prueba de persecución por equipos.
Participó en los Juegos Olímpicos de Sídney 2000, obteniendo una medalla de plata en Sídney 2000, en la prueba de persecución por equipos (junto con Olexandr Fedenko, Olexandr Symonenko y Serhi Matveyev).
Ganó una medalla de oro en el Campeonato Mundial de Ciclismo en Pista de 2001, también en persecución por equipos.

## Medallero internacional
| Juegos Olímpicos   | Juegos Olímpicos    | Juegos Olímpicos | Juegos Olímpicos        |
| Año                | Lugar               | Medalla          | Competición             |
| ------------------ | ------------------- | ---------------- | ----------------------- |
| 2000               | Sídney ( Australia) | Medalla de plata | Persecución por equipos |
| Campeonato Mundial |                     |                  |                         |
| Año                | Lugar               | Medalla          | Competición             |
| 2001               | Amberes ( Bélgica)  | Medalla de oro   | Persecución por equipos |